# Les Cases (Sant Pere de Torelló)
Les Cases és una masia de Sant Pere de Torelló (Osona) protegida com a Bé Cultural d'Interès Local.

## Descripció
Edifici civil. Masia construïda aprofitant el desnivell del terreny. És de planta rectangular i coberta a dues vessants. La façana es troba orientada a llevant, on el carener li és paral·lel. Consta de planta baixa i pis. El portal d'entrada és rectangular amb la llinda decorada. A la part de migdia, a frec de la carretera, hi ha un pis més, en el superior s'hi ubiquen unes galeries que miren vers migdia. A pocs metres del mas hi ha una cabana que presenta una grossa arcada d'arc de mig punt. Són interessants els cavalls de fusta que sostenen aquesta construcció. És construïda amb pedra i arrebossada al damunt, sempre deixant els elements de ressalt amb pedra vista. L'estat de conservació és bo.

## Història
Antic mas del terme de Sant Pere de Torelló i que anteriorment havia format part de Masies de Torelló, com els masos de les rodalies, que s'agrupaven a les Moles. S'uniren a Sant Pere l'any 1926.
El mas les Cases està registrat al fogatge de 1553 de la parròquia i terme de Sant Pere de Torelló. Aleshores habitava el mas SAGIMON CASES.
El mas fou reformat o bé construït de bell nou al segle xviii per Jacint Cases. Reconstruït de bell nou perquè, segons la gent de la casa, havia estat construïda en un indret a pocs metres de la casa i més a prop de la carretera.